# Saynata
La saynata es un baile con elementos de carácter grotesco o de chiste que se presentaba ante la corte incaica presentada por bailarines enmascarados.
Es una danza relacionada con el Sarao español, en España el nombre sarao correspondía a las diversiones nocturnas con música y baile, para las cuales llegaban representantes de la élite. La saynata recibió un carácter parecido tras la conquista española en la región andina.